# Liste der Einträge im National Register of Historic Places im Gillespie County
Die Liste der Registered Historic Places im Gillespie County führt alle Bauwerke und historischen Stätten im texanischen Gillespie County auf, die in das National Register of Historic Places aufgenommen wurden.

## Aktuelle Einträge
| Lfd. Nr. | Name im NRHP                          | Bild | Datum der Eintragung | Adresse/Lage                                           | Ort            | NRHP-ID  | Beschreibung |
| -------- | ------------------------------------- | ---- | -------------------- | ------------------------------------------------------ | -------------- | -------- | ------------ |
| 1        | Cave Creek School                     |      | 29. Dez. 2004        | 470 Cave Creek Rd.                                     | Fredericksburg | 04001415 |              |
| 2        | Cherry Spring School                  |      | 6. Mai 2005          | 5973 RM 2323                                           | Fredericksburg | 05000389 |              |
| 3        | Crabapple School                      |      | 6. Mai 2005          | 14671 Lower Crabapple Rd.                              | Fredericksburg | 05000390 |              |
| 4        | Enchanted Rock Archeological District |      | 29. Aug. 1984        | Address Restricted                                     | Enchanted Rock | 84001740 |              |
| 5        | Fort Martin Scott                     |      | 20. Jan. 1980        | Address Restricted                                     | Fredericksburg | 80004121 |              |
| 6        | Fredericksburg Historic District      |      | 14. Okt. 1970        | Roughly bunded by Elk, Schubert, Acorn, and Creek Sts. | Fredericksburg | 70000749 |              |
| 7        | Fredericksburg Memorial Library       |      | 11. März 1971        | Courthouse Sq.                                         | Fredericksburg | 71000935 |              |
| 8        | Lower South Grape Creek School        |      | 6. Mai 2005          | 10273 E US 290                                         | Fredericksburg | 05000391 |              |
| 9        | Luckenbach School                     |      | 6. Mai 2005          | 3566 Luckenbach Rd.                                    | Fredericksburg | 05000392 |              |
| 10       | Meusebach Creek School                |      | 6. Mai 2005          | 515 Kuhlmann Rd.                                       | Fredericksburg | 05000393 |              |
| 11       | Morris Ranch Schoolhouse              |      | 29. März 1983        | Morris Ranch Rd.                                       | Fredericksburg | 83003142 |              |
| 12       | Nebgen School                         |      | 6. Mai 2005          | 1718 N. Grape Creek Rd.                                | Fredericksburg | 05000394 |              |
| 13       | Pecan Creek School                    |      | 10. Mai 2005         | 3410 Pecan Creek Rd.                                   | Fredericksburg | 05000418 |              |
| 14       | Rheingold School                      |      | 6. Mai 2005          | 334 Rheingold School Rd.                               | Fredericksburg | 05000388 |              |
| 15       | St. Mary’s Catholic Church            |      | 21. Juni 1983        | 306 W. San Antonio                                     | Fredericksburg | 83003143 |              |
| 16       | Williams Creek School                 |      | 6. Mai 2005          | 5501 South RM 1623                                     | Stonewall      | 05000384 |              |